# Magomied Tołbojew

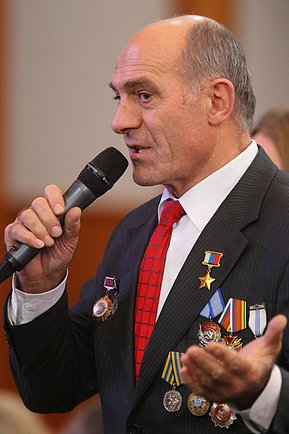
Tołbojew na spotkaniu wyborczym z Władimirem Putinem, 10 grudnia 2012

Magomied Omarowicz Tołbojew (ros. Магомед Омарович Толбоев, ur. 20 stycznia 1951) – radziecki i rosyjski pilot-oblatywacz (wojskowy i cywilny, również konstrukcji astronautycznych) pochodzenia awarskiego. Odznaczony najwyższym tytułem honorowym Rosji – Bohater Federacji Rosyjskiej.

## Życiorys
Ukończył Wojskową Wyższą Szkołę Pilotów Myśliwskich w Jejsku w Kraju Krasnodarskim w 1973 roku. Jedenaście lat później ukończył zaś Moskiewski Instytut Lotniczy. 9 marca 1983 powołany do korpusu kosmonautów. Od 1983 do 1994 był wojskowym pilotem-oblatywaczem, w tym konstrukcji takich jak Buran, radziecki odpowiednik amerykańskich wahadłowców kosmicznych. W latach 1985–1987 przechodził trening na kosmonautę. Był również pilotem oblatywaczem dla Instytutu Badań Lotniczych im. Gromowa (LII).
Deputowany rosyjskiej Dumy, w latach 1996–1998 zasiadał w radzie bezpieczeństwa Republiki Dagestanu. Obejmował również stanowiska w ministerstwie lotnictwa. Pozostaje czynny zawodowo jako konsultant i specjalista ds. awiacji.